# Chromodoris dalli
Chromodoris dalli är en snäckart som först beskrevs av Bergh 1879.  Chromodoris dalli ingår i släktet Chromodoris och familjen Chromodorididae. Inga underarter finns listade i Catalogue of Life.